# Kirchtag

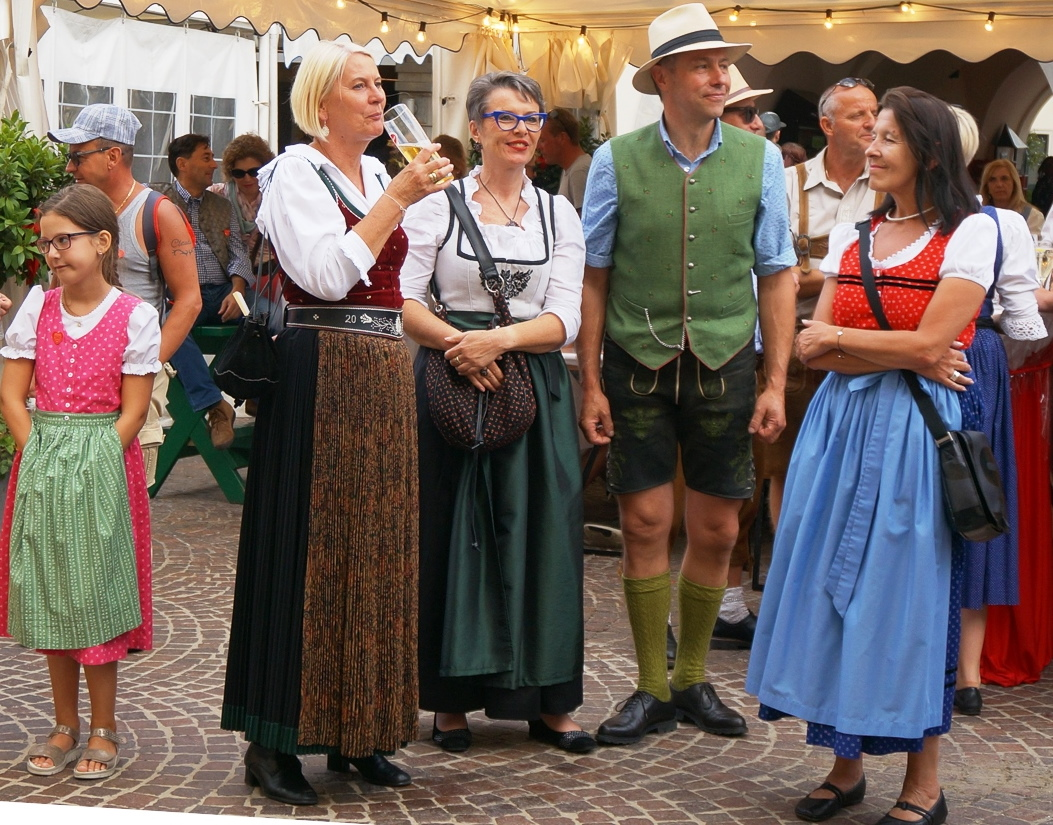
Participants au Kirchtag, en habit traditionnel (2019).

Le Kirchtag ("jour de l'église") est une fête traditionnelle autrichienne ayant lieu tous les ans depuis 1936 à Villach, en Carinthie (Autriche). Elle est considérée comme la plus grande fête alpine d'Autriche. Les festivités durent 8 jours.

## Histoire
Le comité des fêtes, présidé par le maire, décide d'organiser le premier Kirchtag le 1er août 1936, conformément à la permission accordée en 1225 par Frédéric II d'organiser une kermesse à l'occasion de la Saint Jacques (25 juillet). L'idée derrière la création de cet évènement est de redresser la mauvaise situation économique. Grâce aux bénéfices, une caisse fut remplie pour pallier des éventuelles situations de crise.
Le Kirchtag n'a pas lieu entre 1940 et 1947 à cause de la guerre. L'édition de 1948 est la première grande manifestation à avoir lieu après la guerre, durant laquelle boissons et nourriture étaient servis sans ticket de rationnement.
Le défilé costumé qui a lieu le premier samedi d'août attire désormais entre 40 000 et 50 000 spectateurs. En 2019, le Kirchtag a attiré 450 000 visiteurs à Villach, ville de 60 000 habitants.
L'édition de 2020, qui devait être la 77e, est annulée en raison de l'interdiction de rassemblement, due à l'épidémie de Covid-19. On estime un manque à gagner à 50 millions d'euro et des répercussions pour les entreprises locales, en particulier sur l'hôtellerie et la vente de costumes traditionnels.

## Kirchtagssuppe

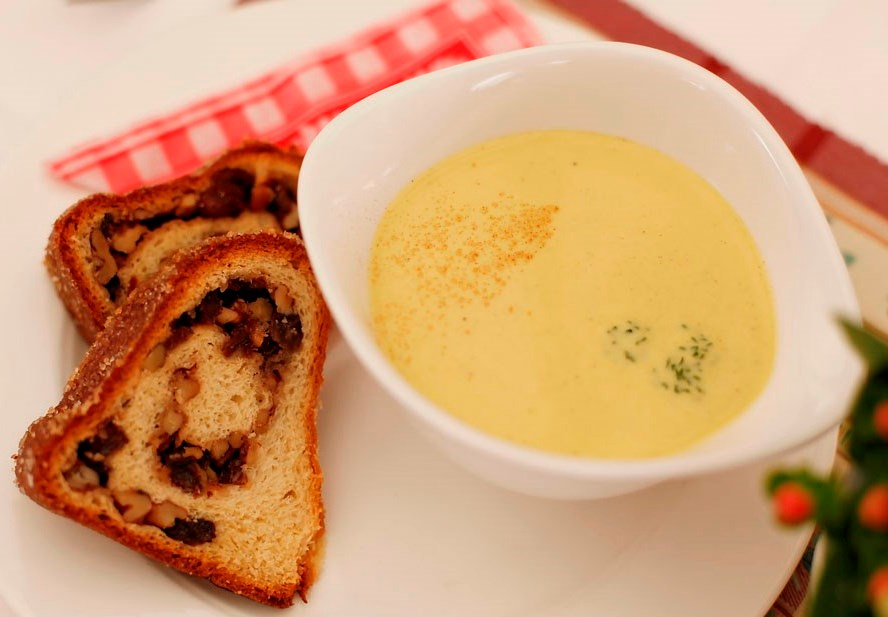
Kirchtagssuppe accompagnée d'une brioche de Carinthie

On consomme à l'occasion une soupe faite à partir d'un mélange d'herbes et d'aromates, de deux types de crèmes (aigre et sucrée), de cannelle, de safran, qui donne sa couleur jaune à la soupe, et de plusieurs sortes de viande: bœuf, poulet, veau, porc, agneau. Les différentes viandes sont servies dans la soupe, en petits morceaux.